# Sachnin
Sachnin (hebr. סחנין, Sikhnin; arab. سخنين; ang. Sachnin) – miasto położone w Dystrykcie Północnym w Izraelu.

## Położenie
Miasto Sachnin jest położone na wysokości 250 metrów n.p.m. w północnej części Dolnej Galilei. Leży w zachodnim skraju Doliny Sachnin. Na południe od miasta rozciągają się Har Jatwat (do 500 m n.p.m.) z górami Har Morsan (406 m n.p.m.) i Har HaSz'avi (534 m n.p.m.). Na zachodzie wznosi się wzgórze Giwat Sachnit (321 m n.p.m.). Po stronie północnej są wzgórza Giwat Makosz (319 m n.p.m.) i Giwat Cuf (347 m n.p.m.). Okoliczne wzgórza są prawie całkowicie porośnięte przez zagajniki drzewek oliwkowych i figowców, ale także oregano i sezamowce. Teren miasta opada stromo ku północy do wadi strumienia Hilazon, i łagodnie w kierunku wschodnim. W zachodniej części miasta przepływa strumień Sachnin, a we wschodniej Morsen. Oba zasilają strumień Hilazon. W jego otoczeniu znajduje się miasto Karmiel, miejscowości Dejr Channa i Arraba, kibuce Eszbal i Lotem, moszaw Jodfat, wsie komunalne Juwalim, Eszchar, Ma’ale Cewijja, Rakefet i Segew, oraz wieś arabska Arab al-Na’im. Na południowy zachód od miasta znajdują się tereny wojskowe i park przemysłowy Misgaw.

### Podział administracyjny
Sachnin jest położone w Poddystrykcie Akki, w Dystrykcie Północnym.

## Demografia
Zgodnie z danymi Izraelskiego Centrum Danych Statystycznych w 2011 roku w mieście Sachnin żyło ponad 27 tys. mieszkańców, w tym 94,4% Arabowie muzułmanie i 5,6% Arabowie chrześcijanie. Wskaźnik wzrostu populacji w 2011 roku wyniósł 3,0%. Zgodnie z danymi Centralnego Biura Statystyki średnie wynagrodzenie pracowników w Sachnin w 2009 roku wynosiło 4415 ILS (średnia krajowa 7070 ILS).
| Wiek (w latach) | Procent populacji w % |
| --------------- | --------------------- |
| 0 – 4           | 11,9                  |
| 5 – 9           | 11,4                  |
| 10 – 14         | 11,1                  |
| 15 – 19         | 10,2                  |
| 20 – 29         | 15,6                  |
| 30 – 44         | 22,5                  |
| 45 – 59         | 11,5                  |
| 60 – 64         | 1,8                   |
| 65 –            | 4,1                   |

Źródło danych: Central Bureau of Statistics.

## Historia
Początek osadnictwa w tym rejonie datuje się na czasy faraona Totmesa II (około 1500 roku p.n.e.). W owym czasie istniało tutaj centrum produkcji barwników. Zostało ono wymienione jako Suginin w liście miast zdobytych przez faraona Tutmozisa III (świątynia Amona w Karnaku) oraz w listach z Amarny. W okresie hellenistycznym i rzymskim istniała tutaj osada żydowska, która słynęła z produkcji oleju z oliwek. W 66 roku żydowski historyk Józef Flawiusz wymienił je jako obronne miasto Sogane. Grecy nazywali miasto Sogne. Osada była także znana z żydowskich uczonych, takich jak rabbi Joszua Sachnin. Jego grób jest zwany po arabsku jako Nabi as-Sideiq, i jest miejscem żydowskich pielgrzymek. W okresie bizantyjskim miejscowość była kilka razy wymieniona w Talmudzie i Misznie. W 636 roku została ona przyłączona do kalifatu Umajjadów, w wyniku czego zaczął się proces szybkich zmian demograficznych na korzyść ludności arabskiej. W XII i XIII wieku wieś znajdowała się pod panowaniem krzyżowców, którzy nazywali ją Zakkanin. W 1517 roku przeszła pod panowanie osmańskie. Rejestry podatkowe z 1596 roku wymieniają wieś Sachnin. Liczyła ona 66 rodzin muzułmańskich oraz 8 kawalerów. Płacili oni podatki z upraw pszenicy, jęczmienia, oliwek, bawełny oraz działalności młyna wodnego. Pod koniec 1870 roku Sachnin zostało opisane przez Condera i Kitchenera następującymi słowami: „Duża wieś z kamienia i błota, położona wśród pięknych gajów oliwnych, z małym meczetem. Woda pochodzi z dużego basenu położonego około pół mili na południowy wschód. Mieszkańcy są muzułmanami i chrześcijanami. W 1859 roku liczyła 1100 mieszkańców”. W 1888 roku we wsi otworzono szkołę podstawową dla chłopców. Podczas I wojny światowej w 1918 roku Brytyjczycy przejęli kontrolę nad całą Palestyną, na której terytorium utworzono następnie Brytyjski Mandat Palestyny.
Przyjęta 29 listopada 1947 Rezolucja Zgromadzenia Ogólnego ONZ nr 181 przyznała ten obszar państwu arabskiemu. Podczas wojny domowej w Mandacie Palestyny w 1947 roku rejon Sachnin zajęły siły Arabskiej Armii Wyzwoleńczej. Podczas I wojny izraelsko-arabskiej w lipcu 1948 roku Izraelczycy przeprowadzili operację Dekel, w trakcie której 18 lipca zajęli oni wieś. Arabski kontratak odbił jednak tę wieś z rąk izraelskich. Pod koniec października 1948 roku Izraelczycy przeprowadzili operację Hiram zajmując bez walki wieś Sachnin. W odróżnieniu od wielu arabskich wiosek w Galilei, izraelscy żołnierze nie wysiedlili jej mieszkańców, dzięki czemu mogła zachować swój arabski charakter. W 1965 roku szybko rozwijająca się miejscowość otrzymała status samorządu lokalnego, jednak aż do 1 grudnia 1966 roku znajdowała się pod wojskową administracją. Dopiero później przeszła pod administrację cywilną. W 1976 roku izraelscy Arabowie zorganizowali w Sachnin pierwszą demonstrację niezadowolenia, które w następnych latach były organizowane pod hasłem „Dnia Ziemi”. Protestowano przeciwko bezprawnej konfiskacie 5 tys. akrów ziemi, na którą zgodę wydał rząd Izraela. Podczas demonstracji doszło do gwałtownych starć z policją, w których zginęło sześciu Arabów (trzech z nich było mieszkańcami Sachnin). W centrum miejscowości wystawiono wówczas pomnik upamiętniający tamte wydarzenia. W 1995 roku Sachnin otrzymało prawa miejskie. W uroczystości uczestniczył premier Icchak Rabin. W październiku 2000 roku w Sachnin doszło do masowych protestów przeciwko budowie na obrzeżach miasta dużej bazy wojskowej Sił Obronnych Izraela.

### Nazwa
Arabska nazwa miasta Sachnin (arab. سخنين) wywodzi się z aramejskiego słowa sikhnin lub sikhni oznaczającego „dom robotników”. W języku hebrajskim (hebr. סחנין) nazwa miasta oznacza „produkuje olej”.

## Symbole
Herb miasta jest w kształcie koła. U jego podstawy umieszczono otwartą książkę, co symbolizuje dobrze rozwinięty system edukacyjny tego arabskiego miasta. Po obwodzie koła po stronie lewej umieszczono kłos zboża, a po prawej stronie element koła zębatego. Oba te symbole wyobrażają rolnictwo i przemysł jako gałęzie lokalnej gospodarki. Wewnątrz umieszczono wizerunki nowego i starego budownictwa, w którego tle dominują okoliczne wzgórza. Za wzgórz wschodzi słońce, wyobrażające nadzieję na dalszy rozwój miasta. Na obwodzie herbu umieszczono nazwę miasta w języku hebrajskim, arabskim i angielskim. Nieoficjalna flaga miejska jest biała z czarnym herbem pośrodku.

## Polityka
Urząd miejski znajduje się we wschodniej części miasta, i jest położony przy drodze nr 805. Burmistrzem jest Mazin G’Najem.

## Architektura
Miasto posiada typową arabską architekturę, charakteryzującą się ciasną zabudową i wąskimi, krętymi uliczkami. Zabudowa powstawała bardzo chaotycznie, bez zachowania jakiegokolwiek wspólnego stylu architektonicznego. W centrum znajduje się Stare Miasto. Po jego stronie wschodniej rozciągają się osiedla Merkaz Harl, al-Baraka i Wadi al'Ajn. Ze względu na wzrost liczby mieszkańców, władze miejskie prowadzą rozmowy z sąsiednimi gminami wiejskimi w sprawie poszerzenia granic obszaru zabudowanego. Umożliwiłoby to kontynuowanie budowy nowych domów mieszkalnych.

## Kultura
W mieście znajduje się Muzeum Dziedzictwa Arabskiego (en. Arab Heritage Museum).

## Edukacja i nauka
Znajduje się tu 15 szkół, w tym 9 szkół podstawowych. Są tutaj: Join College, Technological College i The Arab College. W 2010 roku w szkołach uczyło się ogółem 7,1 tys. uczniów, z czego prawie 4 tys. w szkołach podstawowych. Średnia uczniów w klasie wynosiła 30 osób.

## Sport i rekreacja
W północno-wschodniej części miasta dwa boiska do piłki nożnej. Głównym tutejszym stadionem jest wybudowany w 2005 roku stadion Doha. W 2003 roku tutejsza drużyna piłkarska Bene Sachnin jako pierwsza drużyna arabska wywalczyła awans do izraelskiej ligi. W 2004 roku wywalczyła puchar Israeli State Cup, dzięki czemu wzięła udział w rozgrywkach Pucharu UEFA 2004/2005. W mieście jest także kryty basen pływacki.

## Gospodarka
W północno-wschodniej części miasta znajduje się strefa przemysłowa Sachnin. Druga większa strefa przemysłowa Misgaw jest położona na zachód od miasta. Ma tutaj swoje siedziby kilkanaście różnych spółek. Firma Liad produkuje podajniki, systemy pakowania oraz różnorodne systemy kontroli jakości dla potrzeb przemysłu. Firma Ayal Robotics & Engineering Ltd. rozwija w pełni zautomatyzowane systemy pakowania i opróżniania worków. Firma Xorcom dostarcza różnorodne systemy telefoniczne dla potrzeb przemysłu i biznesu. Spółka Touchwood produkuje meble kuchenne i łazienkowe.

## Transport
Przez miasto przechodzi droga nr 805, którą jadąc na zachód dojeżdża się do skrzyżowania z drogą nr 784 oraz wiosek Rakefet i Segew, lub jadąc na wschód dojeżdża się do miasteczka Arraba.

## Wojsko
Na zachód od miasta znajduje się wojskowa baza wsparcia logistycznego Sachnin. Wchodzi ona w skład Korpusu Inżynieryjnego Sił Obronnych Izraela i obsługuje od strony wsparcia logistycznego oddziały podległe Północnemu Dowództwu. Jednostka obsługuje bazy wojskowe w Galilei, zabezpieczając transport, dostawy amunicji, sprzętu bojowego, części zamiennych, materiałów budowlanych i paliwa. Na południe od miasta znajduje się ściśle tajna baza wojskowa Jodfat, w której prawdopodobnie odbywa się montaż i demontaż izraelskiej broni jądrowej.